# Jason-Shane Scott
Jason-Shane Scott (ur. 29 grudnia 1976 w Reno) – amerykański aktor filmowy i scenarzysta, były model.

## Życiorys

### Wczesne lata
Urodził się w Reno w stanie Nevada. Kiedy miał dwa i pół roku, jego matka wraz z jego starszą siostrą i z nim wyprowadzili się od ojca, którego potem Scott regularnie odwiedzał w Los Angeles. Ukończył Wooster High School, gdzie grał w baseball, koszykówkę i piłkę nożną. Jego talent piłkarski przyniósł mu szczególne uznanie; jego zespół zdobył mistrzostwo stanu Południowej Kalifornii, a samemu Scottowi zaproponowano liczne stypendia piłkarskie.

### Kariera
Po ukończeniu szkoły, Scott zdecydował się na karierę aktorską i wrócił do Los Angeles. Uczestniczył intensywnie w zajęciach aktorskich. Dorabiał także jako model i spędził kilka miesięcy w Europie. Debiutował w 1996 roku w dramacie Więzy (Caught) u boku Edwarda Jamesa Olmosa, Maríi Conchity Alonso i Bitty Schram. W 1997 roku pojawił się w dwóch teledyskach zespołu Aerosmith: „Falling in Love (Is Hard on the Knees)” z Angie Everhart oraz „Hole in My Soul” obok Evy Mendes i Seanna Williama Scotta.
W 1998  przeniósł się do Nowego Jorku i wygrał casting do roli niespokojnego nastolatka prawnika Willa Rappaporta w operze mydlanej ABC Tylko jedno życie (One Life to Live), którą grał od 22 lipca 1998 do 27 sierpnia 2001, od 25 marca 2003 do 4 kwietnia 2003, od 13 maja 2005 do 16 maja 2005 i od 19 września 2007 do 2 października 2007. Za tę rolę był dwukrotnie nominowany do nagrody Soap Opera Digest: w 1999 w kategorii „Najlepszy nowicjusz” i w 2000 w kategorii „Najlepszy aktor drugoplanowy”.

## Filmografia

### Filmy fabularne
- 1996: Więzy (Caught)
- 1998: Władca lalek 6: Przekleństwo władcy lalek jako Zastępca szeryfa Wayburn
- 1998: Billy’s Hollywood Screen Kiss jako Brad
- 2002: Wilki z Wall Street (Wolves of Wall Street) jako Meeks
- 2003: Dni ostatnie jako najemca Christiana
- 2004: Żołnierze kosmosu 2: Bohater federacji jako szeregowiec Duff Horton
- 2005: Niecne uczynki (Dirty Deeds) jako Chłopak
- 2005: Umierający Galijczyk (The Dying Gaul) jako masażysta Roberta
- 2009: Deadland jako Krannen
- 2012: Śnieżka: Letni koszmar (Snow White A Deadly Summer) jako Mark
- 2013: Chłopak pod choinkę (All I Want for Christmas) jako Drew Korzo
- 2019: Zły chłopak z sąsiedztwa (The Wrong Boy Next Door, TV) jako Franklin Daniels

### Seriale TV
- 1998–2001: Tylko jedno życie jako Will Rappaport
- 2003: Tylko jedno życie jako Will Rappaport
- 2004: Żar młodości jako Chad Gibson
- 2004: Czarodziejki jako Chłopak ze snu
- 2005: Tylko jedno życie jako Will Rappaport
- 2006: CSI: Kryminalne zagadki Las Vegas jako Ahren Green
- 2006: Gotowe na wszystko jako Tad
- 2005: Tylko jedno życie jako Will Rappaport
- 2007: Hoży doktorzy jako Mike
- 2012: Jeden gniewny Charlie jako mężczyzna
- 2013: Conan jako Superman
- 2014: Chirurdzy jako dr Roberts
- 2017: Famous In Love jako Brody